# Sim City: The Card Game
Sim City: The Card Game er et kortspil fra 1995 baseret på SimCity-serien og udgivet af Mayfair Games. En Toronto-udvidelsespakke var planlagt, men aldrig udgivet.

## Udvidelser
Flere by udvidelser fulgte, og som tilføjer beliggenhed og politiker kort fra forskellige byer, herunder: Chicago, Washington, New York, og Atlanta.

## Designer
- Darwin Bromley
- Louis Rexing
- Tom Wham